# Catedrala din Santiago de Compostela

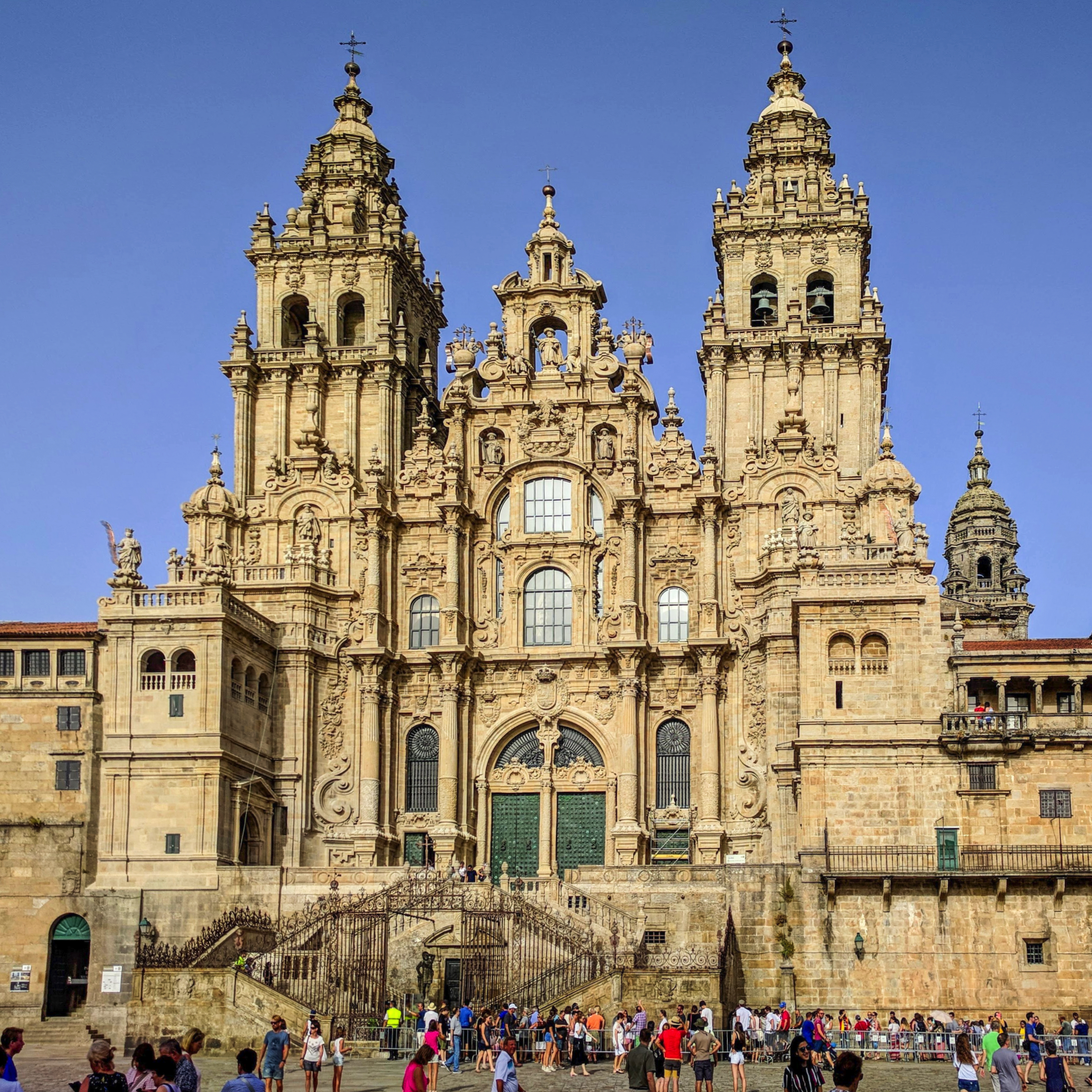
Portalul de vest al catedralei Santiago de Compostela

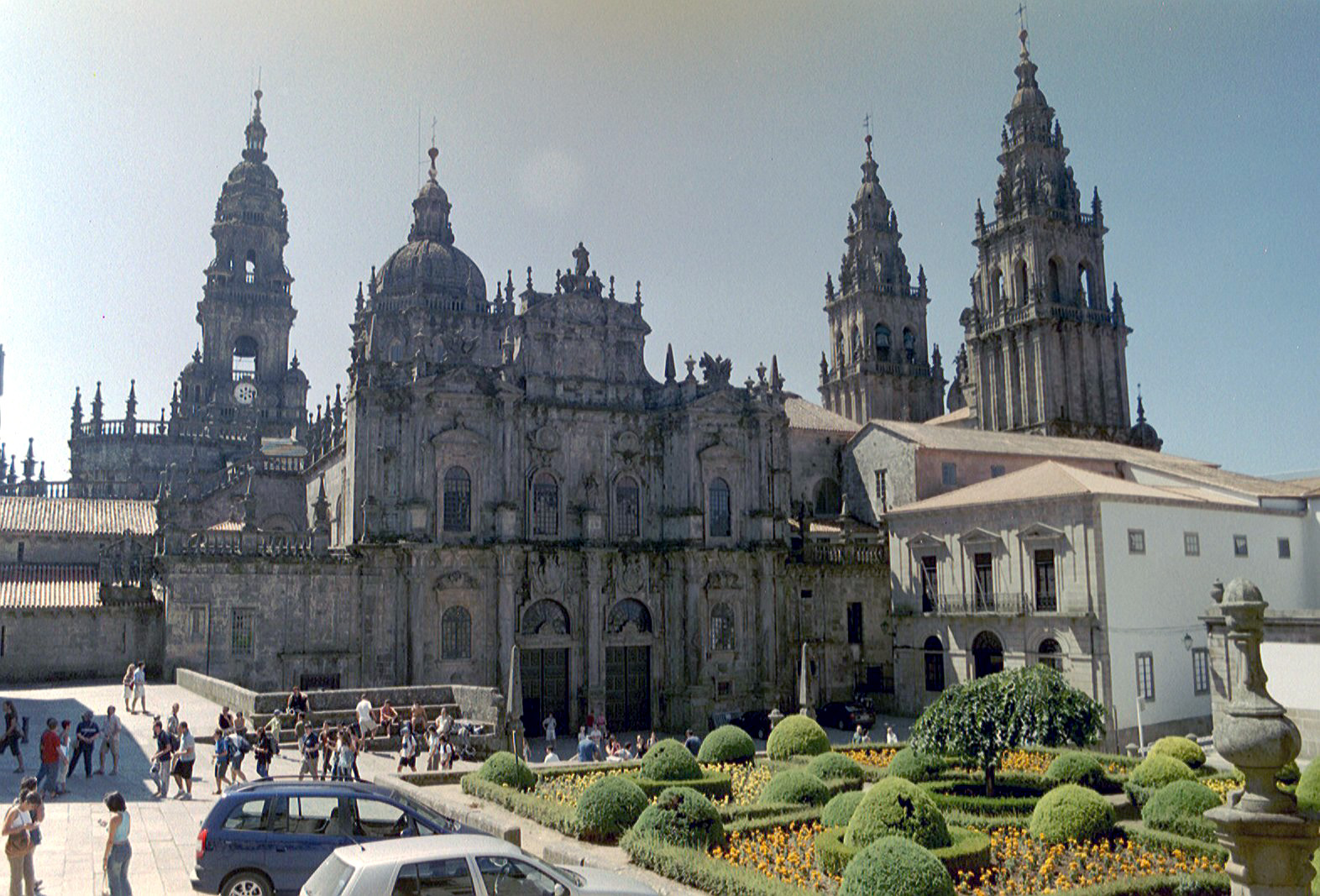
Faţada de nord

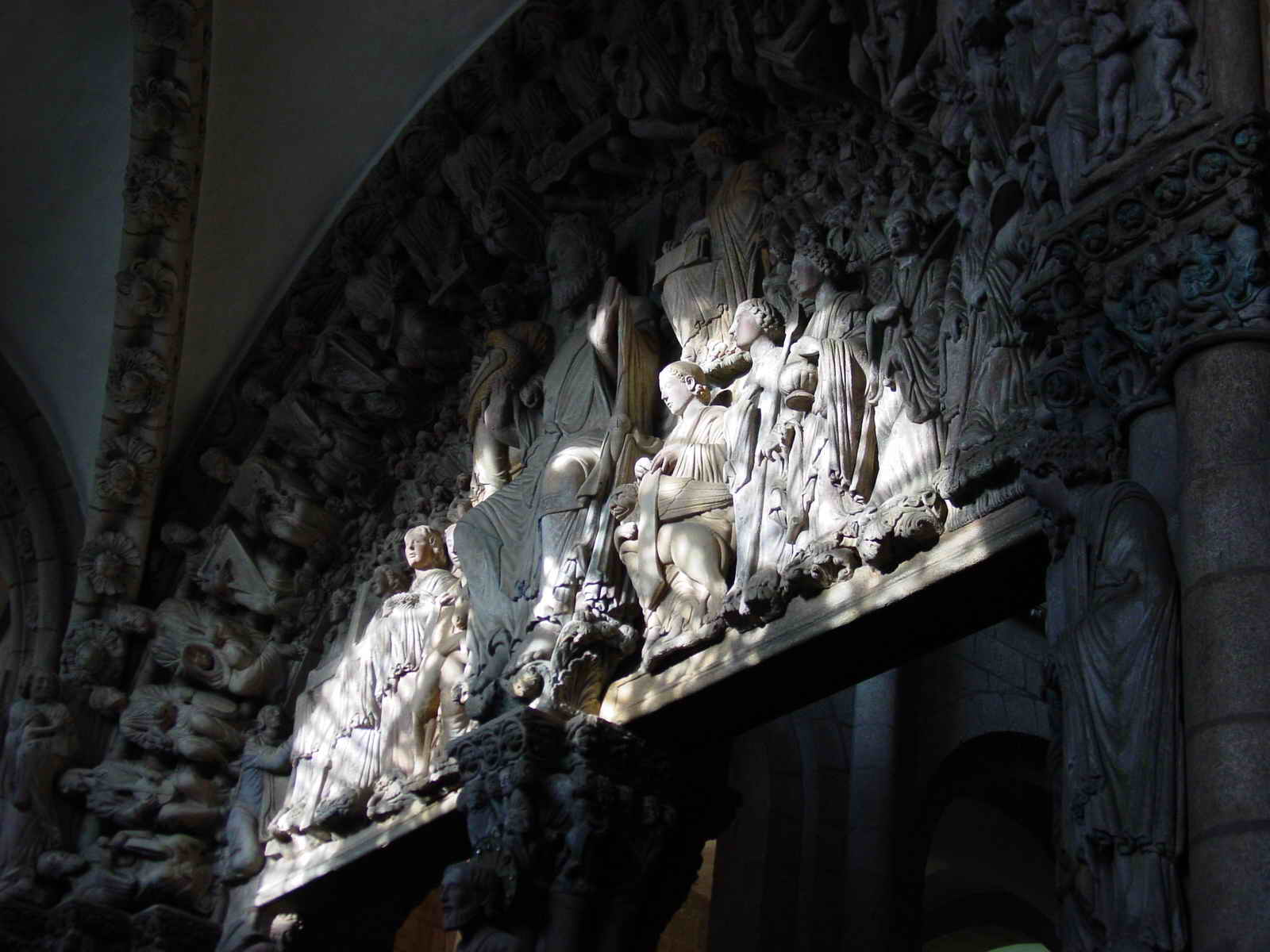
Pórtico da Gloria

Catedrala din Santiago de Compostela este clădită conform tradiției pe mormântul apostolului Iacob în Santiago de Compostela, Galicia, Spania. 

## Istoric
Conform legendei, apostolul Sf. Iacob cel Mare a adus creștinismul în Peninsula Iberică. În anul 44 d.Hr., el a fost decapitat în Ierusalim. Rămășițele sale au fost aduse mai târziu în Galicia, Spania. După persecuțiile romane ale creștinilor spanioli, mormântul său a fost abandonat în secolul al III-lea. Potrivit legendei, acest mormânt a fost redescoperit în anul 814 d.Hr. de către pustnicul Pelagius, după ce a asistat la lumini ciudate noaptea pe cer. Episcopul Theodomir de Iria a recunoscut acest lucru ca un miracol și l-a informat pe regele Alfonso al II-lea din Asturias și Galicia (791-842). Regele a ordonat construirea unei capele pe acest loc. Legenda spune că regele a fost primul pelerin la acest altar. Aceasta a fost urmată de prima biserică din 829 d. Hr. Și apoi în anul 899 d.Hr. de către o biserică preromanică, la ordinul regelui Alfonso al III-lea din León, care a determinat dezvoltarea treptată a acestui important loc de pelerinaj.

## Arhitectura
Construcția catedralei a început în anul 1077, în timpul lui Alfons al VI-lea (1040-1109), regele Leonului și Castiliei, pe ruinele unei biserici mai vechi. Ea a devenit în anul 1120 sediul episcopului de Compostela, Diego Gelmírez. Azi s-a păstrat din clădirea de odinioară numai portalul roman de sud (Porta das Praterías). Catedrala reînnoită se prezintă azi ca o construcție ce ocupă o suprafață de 23.000 m2, fiind o combinație de stil baroc și neogotic.